# David Nasser
David Nasser (Jaú, 1 de janeiro de 1917 – Rio de Janeiro, 10 de dezembro de 1980) foi um compositor e jornalista brasileiro.

## Biografia

### História
Era filho de imigrantes libaneses. Logo criança mudou-se para Caxambu em Minas Gerais, onde fazia carretos com charrete e sem saber, conheceu Francisco Alves. Um dia, mudou-se para o Rio de Janeiro e trabalhou como mascate e depois foi vendedor de loja.
Na Cidade Maravilhosa encontrou muitas dificuldades e sofreu bastante. Reencontrou-se com Francisco Alves e daí em diante sua carreira decolou, pois caiu nas graças do já famoso cantor.

### Carreira
Como teve meningite quando criança, dedicou-se a ler e escrever histórias. Começou a trabalhar aos 14 anos, em 1934 como contínuo das empresas Diários Associados de Assis Chateaubriand. O conglomerado jornalístico reunia no mesmo prédio a redação dos jornais Diário da Noite e O Jornal, e a revista O Cruzeiro.
Aos poucos, tornou-se jornalista das empresas dos Diários Associados. Iniciou-se profissionalmente depois do golpe do Estado Novo de Getúlio Vargas em 1937.
Nos Diários Associados, criou Memórias secretas de Giselle, a espiã nua que abalou Paris, estrelando a espiã fictícia Giselle Monfort tratada como real pelo jornal Diário do Norte; a personagem teve uma série bastante popular de livros de bolso pulp.
Foi contratado, em 1936, pelo jornal O Globo dirigido por Roberto Marinho. Saiu em 1943 insatisfeito por não poder realizar ou assinar reportagens importantes.
Em 1940, ele estoura com um sucesso incrível da música Nêga do Cabelo Duro (em parceria com Rubens Soares), e se torna compositor de vários sambas, e sambas canção.
Foi trabalhar, em 1943, na revista O Cruzeiro que se tornava, então, a revista brasileira mais popular dos anos 1940 e 1950. As reportagens que fez em parceria com o fotógrafo Jean Manzon de 1943 a 1951 foram fundamentais para o sucesso de vendas da revista cuja tiragem atingiu níveis inesperados para a época. David Nasser e Jean Manzon tornaram-se então a mais famosa dupla de repórter-fotógrafo do Brasil.
Ganhou notoriedade por realizar vários trabalhos conhecidos como "grande reportagem", forma de reportagem que misturava de pesquisa de campo, opinião do jornalista, pedaços de entrevistas e muitas fotografias de alta qualidade técnica. Ocorria assim uma valorização do repórter que conhecia as pessoas e os locas de onde vinha a notícia como a principal figura da redação, em detrimento dos editorialistas e articulistas. A "grande reportagem" tornou-se bastante popular no Brasil dos anos 40 quando foi usada pelos jornais para driblar a censura da ditadura de Getúlio Vargas.
Foi calado pela ditadura militar no Brasil (1964-1985) com a prisão de seu sobrinho Paulo e sua esposa grávida (perdeu a criança durante as torturas) com o aviso "se os quer ver vivos de novo, cale-se". Mesmo assim teve amigos influentes nos seus diversos governos.
Deixou O Cruzeiro em 1975, quando esta já estava em decadência. Dizia que sofria pressões para seguir pautas dadas pela direção da revista. Seu pedido de demissão foi notícia de repercussão nacional. Escreveu uma carta aberta intitulada "Por que deixei o velho barco" na qual atacava João Calmon, o diretor dos Diários Associados.
Em fevereiro de 1976 foi trabalhar na revista Manchete, que tinha o mesmo estilo da O Cruzeiro, seguindo um convite de Arnaldo Niskier. Lá continuou a escrever artigos atacando João Calmon, seu antigo chefe. Recorria aos amigos influentes no governo da Ditadura Militar pedindo para acelerar os processos judiciários civis que abriu contra seus antigos empregadores.
Em Pentagna, distrito do município de Valença (RJ), David Nasser possuía uma residência, que ainda existe, junto à colônia de férias dos servidores do estado do Rio de Janeiro, bem como uma outra junto à cachoeira, que ainda hoje pertence a seus familiares.
Morreu doente de diabetes e câncer pancreático. Encontra-se sepultado no Cemitério de São João Batista, no Rio de Janeiro.
Residiu no bairro da Aldeia Campista no Rio de Janeiro e fez parceria com inúmeros compositores de música popular da região. Por ocasião do centenário de nascimento do jornalista e compositor, em 2017, o jornalista George Patiño idealizou um documentário em homenagem a David, ainda em fase de captação.

## Reportagens famosas
As versões de David Nasser sobre pequenos e grandes fatos nem sempre refletiam a realidade. Aumentavam e criavam fatos apenas para aumentar a venda de O Cruzeiro.

### Barreto Pinto sem máscara
O deputado federal Barreto Pinto foi entrevistado e deixou-se fotografar em seu gabinete e numa banheira, vestido de fraque e cartola, mas sem as calças (de cuecas samba-canção). O caso resultou na cassação do deputado.

### Chico Xavier, detetive do além
Em 1944 viajou para Pedro Leopoldo, junto com Jean Manzon, com o intuito de entrevistar Chico Xavier. À época, a viúva de Humberto de Campos movia uma ação contra a Federação Espírita Brasileira e Chico Xavier, no sentido de obter uma declaração, por sentença, de que se a obra psicografada Brasil, Coração do Mundo, Pátria do Evangelho "era ou não do 'Espírito' de Humberto de Campos", e que em caso afirmativo, que ela obtivesse os direitos autorais da obra. Como Nasser não conseguia ser atendido por Chico Xavier, ele e Manzon usaram nomes falsos e fingiram ser estrangeiros, o que também acharam que serviria para testar se de fato o médium se comunicava com espíritos.
David Nasser e Jean Manzon fizeram uma reportagem não muito simpática com o extremamente retraído médium Chico Xavier, a qual foi publicada em O Cruzeiro; todavia, quando Nasser e Manzon chegaram em casa após a reportagem, tiveram uma surpresa, como relatou Nasser numa entrevista à TV Cultura em 1980: “De Madrugada, o Manzon me telefonou e disse: ‘você já viu o livro que o Chico Xavier nos deu?’. Falei que não. ‘Então veja’, ele falou. Fui na minha biblioteca, peguei o livro e estava escrito exatamente isso: ‘ao meu irmão David Nasser, de Emmanuel’. Ao Manzon ele havia feito uma dedicatória semelhante. Por coisas assim é que eu tenho muito medo de me envolver em assuntos de Espiritismo”.

### A briga com Brizola
Em 1963, David Nasser foi agredido pelo então deputado federal Leonel Brizola no Aeroporto do Galeão. O que motivou a agressão foi um artigo escrito por Nasser na revista O Cruzeiro com pesadas ofensas ao ex-governador gaúcho e fluminense.

### Morreu Jean Manzon
David Nasser e o fotógrafo Jean Manzon forjaram uma reportagem sobre a morte do próprio Jean Manzon. Foi apenas um brincadeira de mau gosto que ajudou bastante as vendas de O Cruzeiro.

### Japoneses e chineses
Em 1945, a dupla David Nasser e Jean Manzon publicou em O Cruzeiro uma matéria ilustrada na qual pretendiam ensinar aos brasileiros a distinguir um japonês de um chinês. David Nasser escreveu, entre outras coisas, que o japonês podia ser distinguido pelo "aspecto repulsivo, míope, insignificante".